# Liste der Bischöfe von Lettere
Die folgenden Personen waren Bischöfe von Lettere (Italien):
- Stefano (987–?)
- Pietro I. (1118–?)
- Pietro II. (1169–?)
- Giovanni (um 1179)
- Giacomo (1289–?)
- Pietro III. (1300–1307)
- Ratro (?) (um 1311)
- Pietro IV. (1327–1349)
- Giacomo Gioia (De Joia) OFM (1349–1365)
- Roberto De Casalinovo OFM (1365 oder 1366–?)
- Julianus OFM (1371–1380?)[1]
- Nicola De Sisti (oder Balasae) (1384–?)
- Tommaso (ca. 1384–1393) (dann Bischof von Ugento)
- Giovanni Da Pisa OP (1393–1403)
- Giacomo (1403–?)
- Francesco (1407–1427)
- Cicco (oder Cucchio) (1428–?)
- Antonio De Celano (1440 oder 1441–1456)
- Gabriele Pontangeli (1456–1478)
- Antonio De Miraballis (1478–1503)
- Andrea Curiale (1503–1517)
- Valentino D’Apreja (De Apreis) (1517–1539)
- Bartolomeo De Capobianco (1539 oder 1540–1547)
- Giovanni Antonio Pandosi (oder De Pantusa) (1547–1562)
- Sebastiano Leccavella OP (1562–1565)
- Giovanni Antonio Astorco (1565–1567)
- Bartolomeo Ferro OP (1567–1570) (dann Bischof von Terni)
- Filippo Fasio Capponi (1570–1570)
- Aurelio Griani Di Orzinuovi OFM (1570–1576)
- Giovanni Bernardino Grandopoli (1576–1590)
- Giovanni Leonardo Bottiglieri (1591–1599)
- Francesco Brusco OFMConv (1599–1625)
- Andrea Caputo (1622–1650)
- Onofrio De Ponte (1650–1676)
- Antonio Molinari (1676–1698)
- Giovanni Cito (1698–1708)
- Domenico Antonio Gagliano (1709–1713)
- Domenico Galisi (1718–1730)
- Francesco Castello (1730–1733)
- Agostino Giannini (1733–1767)
- Francesco D’Afflitto (1767–1786)
- Bartolomeo Criscuolo (1792 bis ca. 1793)
- Bernardo Della Torre (1797–1818) (dann Bischof von Castellammare di Stabia)